# Franz Hipler

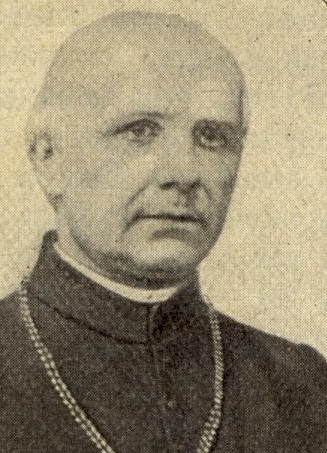
Franz Hipler

Franz Hipler (* 17. Februar 1836 in Allenstein in Ostpreußen; † 17. Dezember 1898 in Frauenburg) war ein katholischer deutscher Historiker und Theologe, Regens des Seminars und Professor am Lyceum Hosianum in Braunsberg.
Ähnlich wie Leopold Prowe, der in Thorn aktiv war, widmete sich der Katholik Hipler, bzw. der Historische Verein für Ermland, der Erforschung des Lebens von Nikolaus Kopernikus, der als Domherr im Bistum Ermland ein Vorgänger von Hipler war.

## Schriften
- Meister Johannes Marienwerder, Professor der Theologie zu Prag, und die Klausnerin Dorothea von Montau. Ein Lebensbild aus der Kirchengeschichte des XIV. Jahrhunderts. Verlag Ed. Peter, Braunsberg 1865 (Digitalisat).
- Nikolaus Kopernikus und Martin Luther. Nach ermländischen Archivalien. In: Zeitschrift für die Geschichte und Alterthumskunde Ermlands. Band 4, Braunsberg 1868, S. 485–549.
- Nikolaus Kopernikus und Martin Luther. Nach ermländischen Archivalien. Braunsberg 1868 (archive.org).
- Analecta Warmiensia. 1872.
- Die Biographen des Nikolaus Kopernikus. Ein Gedenkblatt zur vierten Säkularfeier seines Geburtstages. In: Neue Preußische Provinzial-Blätter. Vierte Folge, Band 10. Königsberg i. Pr. 1873, S. 193–218.
- Spicilegium Copernicanum. Festschrift des historischen Vereins für Ermland zum vierhundertsten Geburtstage des ermländischen Domherrn Nikolaus Kopernikus. Braunsberg 1873.  archive.org
- Kopernikus in Bologna. In: Neue Preußische Provinzial-Blätter. Vierte Folge, Band 13, Königsberg i. Pr. 1876, S. 262–270.
- Chorographie des Joachim Rheticus. In: Zeitschrift für Mathematik und Physik. Band 21, 1876, S. 125–150 (Digitalisat).
- Christliche Lehre und Erziehung im Ermland und im preußischen Ordensstaate während des Mittelalters. In: Zeitschrift für die Geschichte und Alterthumskunde Ermlands,  Jahrgang 1875 und 1876 (Band 6, Heft 1 und 2), S. 81–183 (Google Books).
- Die Erscheinungen in Dittrichswalde für das katholische Volk nach amtlichen Berichten dargestellt. Mit Genehmigung des hochwürdigsten Bischofs von Ermland. Ermländische Zeitungs- und Verlagsdruckerei, Braunsberg 1877 (2. Auflage 1924; auf Polnisch 1877 und 1883)
- Boga rodzica. Untersuchungen über das dem hl. Adalbert zugeschriebene älteste polnische Marienlied. Braunsberg 1897 (Digitalisat)

## Herausgeber
- Bibliotheka Warmiensis oder Literaturgeschichte des Bisthums Ermland. Braunsberg 1867 (Digitalisat.)